# Attonda
Attonda is een geslacht van vlinders van de familie spinneruilen (Erebidae), uit de onderfamilie Catocalinae.

## Soorten
- A. adspersa (Felder & Rogenhofer, 1874)
- A. ekeikei Bethune-Baker, 1906
- A. nana (Holland, 1894)